# امپریالیسم ایتالیا در زمان فاشیسم

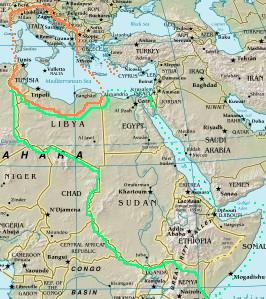
نقشه ایتالیای بزرگ با توجه به پروژه فاشیستی ۱۹۴۰ در صورتی که ایتالیا در جنگ جهانی دوم پیروز شده بود (خط نارنجی "متروپولیتن ایتالیاً را مشخص می‌کند، خط سبز مرزهای بزرگ شده "امپراتوری ایتالیا")

امپریالیسم ایتالیا در زمان فاشیسم (انگلیسی: Italian imperialism under Fascism) به نقش امپریالیسم، استعمار و الحاق‌گرایی ایتالیا در سیاست خارجی ایتالیای فاشیستی (۱۹۲۲ تا ۱۹۴۳) اشاره دارد. از جمله اهداف رژیم، تصاحب سرزمینی بود که به لحاظ تاریخی ایتالیایی تلقی می‌شد در فرانسه (به عنوان مثال نیس و در یوگسلاوی مثلاً دالماسی)، گسترش منطقه نفوذ به بالکان (به عنوان مثال یونان و کسب مستعمرات بیشتر در آفریقا. مطیع‌سازی لیبی (۱۹۲۳–۳۲), حمله ایتالیا به اتیوپی (۱۹۳۵–۳۶), حمله ایتالیا به آلبانی (۱۹۳۹), حمله ایتالیا به فرانسه (۱۹۴۰), تهاجم به یونان جنگ یونان و ایتالیا (۱۹۴۰–۴۱) و تهاجم به یوگسلاوی (۱۹۴۱) همه تا حدی برای افزودن به فضای ملی ایتالیا انجام شدند. به گفته مورخ پاتریک برنهارد، امپریالیسم فاشیست ایتالیایی تحت رهبری بنیتو موسولینی، به ویژه در آفریقا، الگویی برای توسعه‌طلبی بسیار معروف آلمان نازی در اروپای شرقی بود.